# Daniel Trenton
Daniel Trenton (ur. 1 marca 1977 w Melbourne) – australijski zawodnik taekwondo, wicemistrz olimpijski z Sydney (2000), brązowy medalista mistrzostw świata, dwukrotny wicemistrz Azji.
Dwukrotnie uczestniczył w letnich igrzyskach olimpijskich. W 2000 roku na igrzyskach w Sydney zdobył srebrny medal olimpijski w kategorii powyżej 80 kg (w pojedynku finałowym pokonał go Kim Kyong-hun). Cztery lata później na igrzyskach w Atenach w rywalizacji w tej samej kategorii wagowej zajął dziewiąte miejsce. 
W 1999 roku zdobył brązowy medal mistrzostw świata w kategorii powyżej 84 kg, a w latach 1996 i 2002 dwa srebrne medale mistrzostw Azji.